# سیکلوپیرولون‌ها

فرمول اسکلتی ترکیب اصلی این کلاس دارویی، سیکلوپیرولون

سیکلوپیرولون‌ها(به انگلیسی: Cyclopyrrolones) خانواده ای از داروهای خواب آور و ضد اضطراب غیر بنزودیازپینی با خواص دارویی مشابه با مشتقات بنزودیازپین هستند.
اگرچه سیکلوپیرولون‌ها از نظر شیمیایی به بنزودیازپین‌ها شباهتی ندارند، اما از طریق گیرنده بنزودیازپین پیام‌رسان عصبی گابا عمل می‌کنند.